# Renaud Auguste-Dormeuil
Renaud Auguste-Dormeuil est un artiste plasticien français, né le 23 mai 1968 à Neuilly-sur-Seine.

## Biographie

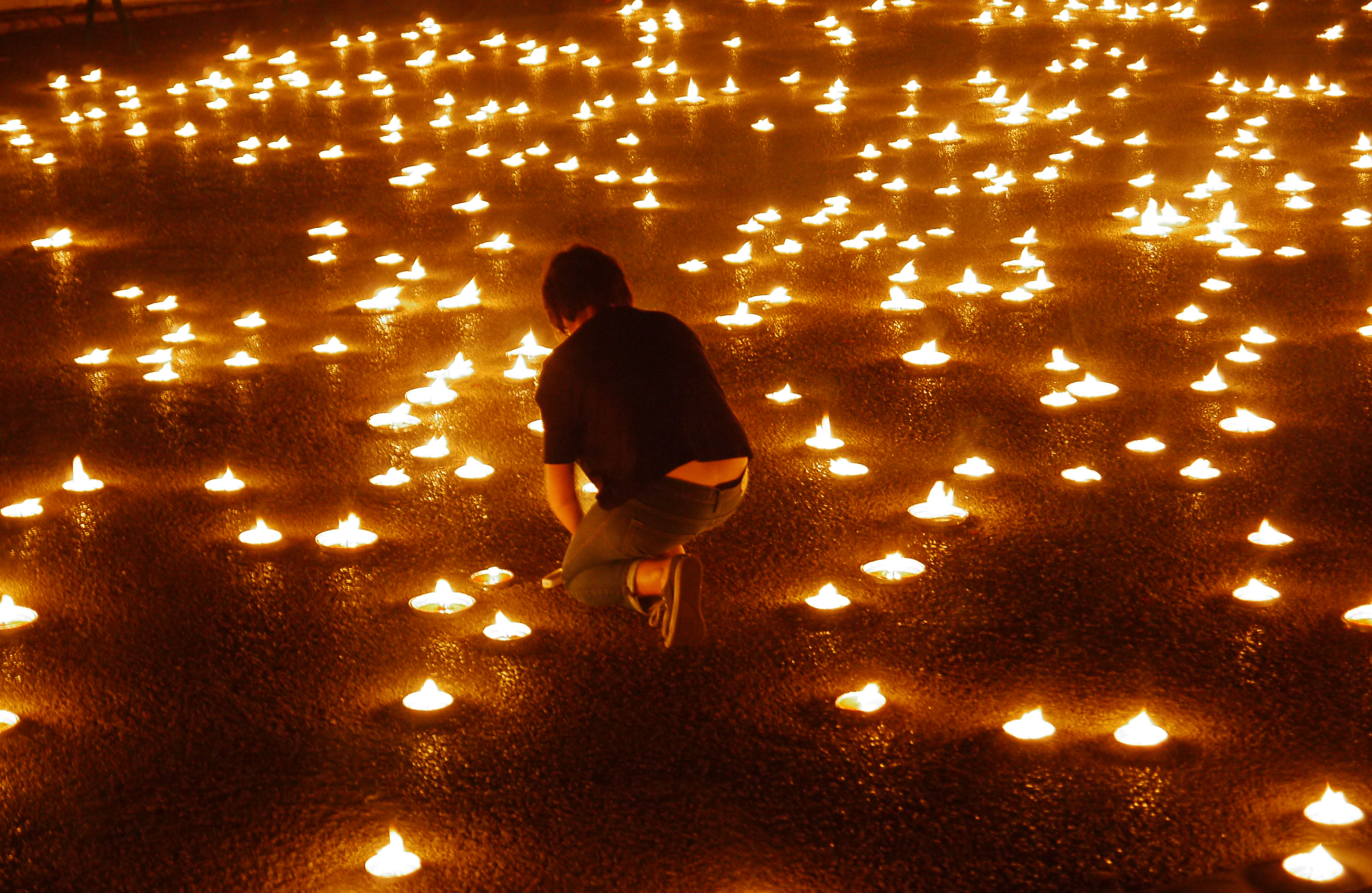
Performance I Will Keep A Light Burning (Nuit blanche 2011, Paris).

Pensionnaire de la villa Médicis de 2008 à 2009, Renaud Auguste-Dormeuil est lauréat du prix Le Meurice pour l'art contemporain 2009/2010 pour l'art contemporain ; il est représenté par la galerie In Situ (Paris).
Son travail, à travers des photographies, vidéos et installations, explore les « nouvelles cartographies » et les obsessions sécuritaires.[réf. nécessaire]
Il est actuellement enseignant à l'ENSAPC.

## Collections
- Contre-Projet Panopticon, Fonds régional d'art contemporain Bourgogne[2]

## Expositions notables
- 2004 : The Day Before Star System, Swiss Institute de New York
- 2006 : The Day Before, Palais de Tokyo
- 2008 : Anachronismes et autres manipulations spatio-temporelles #2 : Universalisme[3], 40mcube, Rennes. Commissariat : 40mcube
- 2010 : Best Wishes , Maison des arts de Malakoff
- 2011 : I Will Keep a Light Burning, Nuit blanche, Paris
- 2013 : Include Me Out, musée d'art contemporain du Val-de-Marne, Vitry-sur-Seine
- 2013 : Il serait temps…, Fondation d'entreprise Ricard / Art Contemporain
- 2013 : Fin de représentation, galerie In Situ, Paris[4]
- 2020 : Lorsque viendra le printemps, galerie In Situ, Romainville[5]

## Publications
- (fr + en) Include Me Out, musée d'Art contemporain du Val-de-Marne, 2014, 143 p. (ISBN 978-2-916324-75-3), textes de Frank Lamy, Guillaume Mansart, Anaël Pigeat, Mathilde Villeneuve, entretien de Renaud Auguste-Dormeuil avec Sébastien Pluot ; design graphique par Frédéric Teschner
- (fr + en) Avec Judicaël Lavrador, D'après nature, Naima (maison d'édition), 2023, 96 p. (ISBN 978-2-37440-189-8)